# N39 (België)
De N39 is een gewestweg die de stad Nieuwpoort verbindt met de Franse grens nabij Adinkerke. Andere plaatsen die de weg passeert zijn Veurne en Wulpen. De weg is ongeveer 17 kilometer lang. In Frankrijk sluit de weg aan op de D601 richting Duinkerke.
De weg heeft de volgende straatnamen:
- Astridlaan
- Pelikaanstraat
- Veurnekeiweg
- Nieuwpoortkeiweg
- Duinkerkestraat
- Veurnekeiweg
- Dijk
- Duinkerkekeiweg

## N39a
De N39a is bij de plaats Wulpen een verbindingsweg in de N39. De N39 buigt vanwege de kruising met de N330 een stukje af van het Kanaal Nieuwpoort-Duinkerke. De N39a begint juist hier en blijft tegen het kanaal aanliggen, totdat de N39 weer langs het kanaal komt te liggen. De weg heeft een lengte van ongeveer 1,8 kilometer en heeft als straatnaam Dijk.
R-wegen:
R0 · R1 · R2 · R3 · R4 (R4a · R4z) · R5 (R5a) · R6 · R7 · R8 · R9 · R10 · R11 (R11a) · R12 · R13 · R14 · R15 · R16 · R18 · R20 (R20a · R20b) · R21 (R21a · R21b · R21c · R21d) · R22 (R22a · R22z) · R23 (R23z) · R24 · R25 · R26 · R27 (R27a) · R30 (R30a · R30b) · R31 · R32 · R33 · R34 · R35 · R36 (R36z) · R40 (R40a) · R41 · R42 · R43 · R50 · R51 · R52 · R53 · R54 · R55 · R61 (R61a) · R62 · R70 · R71 · R72 · R73
N-wegen die (gedeeltelijk) een ringweg omvatten:
N1 · N3 · N4 · N6 · N7 · N8 · N9 · N13 · N17 · N27 · N27a · N28 · N29 · N31 · N32 · N34 · N35 · N36 · N37 · N38 · N39 · N41 · N44 · N46 · N47 · N49 · N50 · N55 · N60 · N60d · N70 · N71 · N72 · N73 · N75 · N76 · N78 · N80 · N81 · N82 · N90 · N92 · N113 · N153 · N203 · N203a · N390 · N405 · N416 · N441 · N473 · N498 · N556 · N700 · N712 · N712b · N717 · N722 · N725 · N748 · N750 · N769 · N967